# Francisco Morales van den Eyden
Francisco Morales van den Eyden (Atlixco, Puebla, 4 de enero de 1811- 29 de diciembre de 1884) fue un pintor clásico cuya fecunda obra de cientos de pinturas se halla repartida en diversas partes de México, Europa y en colecciones particulares.

## Biografía
Fueron sus padres José Antonio Morales y Gertrudis Van de Eyden. Sus abuelos paternos fueron Juan Ignacio Morales, propietario de una prestigiosa herrería y María Ignacia Villegas, vizcaínos radicados en Puebla que edificaron en la segunda mitad del siglo XVIII la famosa Casa de Alfeñique bajo la dirección del arquitecto Antonio Santa María Incháurregui y del lado materno su abuelo Santiago Van den Eyden un industrial de origen flamenco y María Clara Caiquegui.
Sus primeros estudios los hizo en su ciudad natal Atlixco y apenas trasladados sus padres a la Angelópolis, empezó a dedicarse al dibujo en la Academia de Bellas Artes de Puebla donde demostró que poseía notables cualidades, ahí tuvo como maestros a Julián Ordóñez y Agustín Arrieta. Se dedicó al retrato, a la miniatura y a la pintura religiosa siempre apegado al academismo de la época y llegó a ser reconocido como uno de los mejores pintores de México, como dijera uno de sus críticos: 

..."y tenía que ser porque no en cualquiera que toma el pincel, se hallan como en él esa riqueza de paleta, esa maestría en la técnica, ese dibujo irreprochable esa pastosidad de tintas que muestran visibles reminiscencias flamencas, esos paños lujosos, esas figuras que tienen cierto sello de realismo"

Durante su vida hizo muchas obras de caridad; en 1850 fue de los fundadores del Colegio de San Vicente y de su orfanatorio y en 1868 de dos academias de dibujo. Ocupó los cargos de diputado y Consejero de gobierno. Tuvo a su cargo la dirección de la Academia de Bellas Artes Angelopolitana que tuvo como sede la actual y célebre "Casa de las Bóvedas", dejó un imperecedero recuerdo en su paso por la Academia que su calle se le designó en 1889 Calle de Francisco Morales en su honor.
Recibió del Ayuntamiento de Puebla el encargo de pintar los retratos de Maximiliano y Carlota de quienes se dice posaron para el pintor y en mérito a tan buen trabajo estos le obsequiaron un reloj que fue heredado por sus descendientes.

## Ubicación de algunas obras

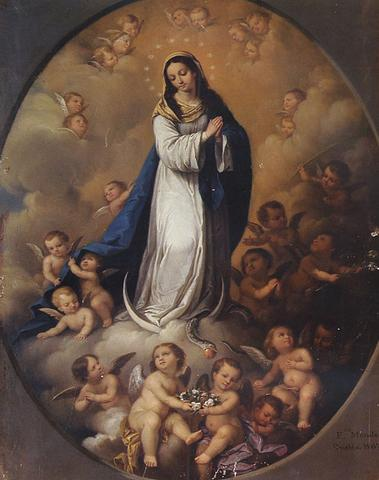
Inmaculada Concepción de Morales Van den Eyden

Una gran cantidad de la obra pictórica de Morales Van den Eyden se halla en poder de particulares, sin embargo algunas de sus mejores obras se pueden apreciar en los templos de la ciudad de Puebla, algunos el pintor las envió a España por encargo, y otras, como se sabe, a los padres agustinos de la ciudad de Boston. El templo de la Concepción en Puebla guarda dos grandes lienzos laterales en el altar mayor y que representan, uno a la Asunción de María y otro a la coronación de la Virgen, ambos inspirados en la escuela veneciana. El templo de San Jerónimo presenta una Virgen de la Luz; el de Santa Clara posee un corazón de María expuesto en su coro; en la Catedral de Puebla muestra en una de sus capillas una Virgen de los Desamparados; y en la Parroquia de San José algún cuadro más puede verse.
Entre los museos eriquecidos por sus cuadros se cuenta el del Museo José Luis Bello y González con el ciego Belisario guiado por su lazarillo y las que en manos de particulares estaban en la primera mitad del siglo XX, como Genaro Ponce poseedor de una Virgen Dolorosa; Pedro Velazco propietario de un San Juan de Dios dando de comer a un niño desmedrado; las que eran de Everardo Morales; del ingeniero Tamaríz; Sra. Ziegler; las de los señores Mariano José Luis y Carlos Bello, las heredadas al Sr. Quintana de Maximiliano y Carlota emperadores, entre otras tantas.
En Atlixco se puede visitar La Casona donde nació y vivió parte de su niñez ubicada en 3 poniente # 304 Atlixco, Puebla.